# Страна холмов и долин
«Страна холмов и долин» (англ. The Hi-Lo Country) — классический американский вестерн-драматический кинофильм британского режиссёра Стивена Фрирза 1998 года.

## Сюжет
Вернувшиеся со Второй мировой войны лучшие друзья Крепыш Мэтсон (Вуди Харрельсон) и Пит Колдер (Билли Крудап) обнаруживают, что большая часть их родных мест контролируются крупным скотоводом Джимом Эдом Лавом (Сэм Эллиотт). Друзья, преданные старым идеалам Американского Запада, не желают работать на Джима и договариваются вести хозяйство с близким им по духу пожилым владельцем ранчо Гувером Янгом (Джеймс Гэммон).
Напряжённая обстановка осложняется ещё и романом между Крепышом и Моной (Патрисия Аркетт), женой управляющего Джима Эда. Кроме того, в Мону влюблён и Пит, что становится серьёзным испытанием для их дружбы.

## В ролях
- Билли Крудап — Пит Колдер
- Вуди Харрельсон — Крепыш, Мэтсон
- Патрисия Аркетт — Мона
- Пенелопа Крус — Хосефа О’Нил
- Коул Хаузер — Малыш, Мэтсон
- Сэм Эллиотт — Джим Эд Лав
- Джеймс Гэммон — Гувер Янг
- Энрике Кастильо — Леви Гомес
- Кэти Хурадо — Мееса
- Лейн Смит — Стив Шоу

## Производство
Съёмки фильма проходили на натуре в штатах Нью-Мексико (округа Сан-Мигель и Санта-Фе, города Санта-Фе, Эспаньола и Лас-Вегас) и Колорадо (округ Бака).

## Награды и номинации

### Награды
- 1999 — Берлинский кинофестиваль
  - Премия «Серебряный медведь» за лучшую режиссуру — Стивен Фрирз
- 1998 — Национальный совет кинокритиков США
  - Прорыв года: актёр — Билли Крудап

### Номинации
- 1999 — Берлинский кинофестиваль
  - Основной конкурс